# ريتشارد أوزوالد
ريتشارد أوزوالد (بالألمانية: Richard Oswald )‏ (و. 1880 – 1963 م) هو مخرج أفلام، وكاتب سيناريو نمساوي، ولد في فيينا، توفي في دوسلدورف، عن عمر يناهز 83 عاماً.

## وصلات خارجية
- ريتشارد أوزوالد على موقع IMDb (الإنجليزية)
- ريتشارد أوزوالد على موقع ألو سيني (الفرنسية)
- ريتشارد أوزوالد على موقع أول موفي (الإنجليزية)
- ريتشارد أوزوالد على موقع قاعدة بيانات الأفلام السويدية (السويدية)
- ريتشارد أوزوالد على موقع قاعدة بيانات الفيلم (الإنجليزية)
- ريتشارد أوزوالد على موقع كينوبويسك (الروسية)